# 99 (musikalbum)
99 är Anders Glenmarks sjunde studioalbum som soloartist, utgivet 21 oktober 1991 på The Record Station. Albumet utgavs både på CD och LP.

## Om albumet
99 följde upp 1990 års Jag finns här för dig, som kom att bli Glenmarks definitiva genombrott som soloartist.  Precis som föregångaren producerades albumet av Glenmark och spelades in i Polar Studios i augusti och september 1991. Albumet mastrades i Polar Studios av Hans Byström och Björn Almstedt. Det mixades i Polar Studios av Glenmark. Albumdesignen gjordes av Carl Johan Hane och Staffan Flodquist tog fotografierna.
Ett flertal musiker gästade albumet, däribland Glenmarks syster Karin Glenmark, Johan Stengård, Per Lindvall och Nils Landgren. På flera av låtarna körar Nacka sångensemble.
Albumet tog sig in på Svenska albumlistan. Där stannade den elva veckor mellan den 6 november 1991 och 1 april 1992. Som bäst nådde den sjunde plats. Från albumet släppts singlarna "Greyhound Bus", "Anna dansar" och "Mare mare". "Greyhound Bus" och "Mare mare" tog sig in på både Svenska singellistan och Svensktoppen.

## Låtlista
Där inte annat anges är låtarna skrivna av Anders Glenmark.

### CD
1. "Anna dansar" – 4:02
2. "Greyhound Bus" – 2:54 (musik: Glenmark, text: Leif Käck)
3. "Underbar" – 4:12
4. "För vad det kan va' värt" – 3:55
5. "Mare mare" – 3:57
6. "Utanför mitt enda fönster" – 3:58 (musik: Glenmark, text: Käck)
7. "Soulnatt" – 3:46
8. "Varje gång du ber mig" – 4:13 (musik: Glenmark, text: Käck)
9. "Elden" – 2:58
10. "Hon bär min hemlighet" – 3:51 (musik: Glenmark, text: Käck)
11. "Mycket bättre nu" – 3:35

### LP
Sida A
1. "Anna dansar" – 4:02
2. "Greyhound Bus" – 2:54 (musik: Glenmark, text: Leif Käck)
3. "Underbar" – 4:12
4. "För vad det kan va' värt" – 3:55
5. "Mare mare" – 3:57

Sida B
1. "Utanför mitt enda fönster" – 3:58 (musik: Glenmark, text: Käck)
2. "Soulnatt" – 3:46
3. "Varje gång du ber mig" – 4:13 (musik: Glenmark, text: Käck)
4. "Elden" – 2:58
5. "Hon bär min hemlighet" – 3:51 (musik: Glenmark, text: Käck)
6. "Mycket bättre nu" – 3:35

## Medverkande
Musiker
- Michael Blair – slagverk
- Busskören – körsång, fotstamp
- André Ferrari – slagverk, trummor, tamburin, cymbal
- Anders Glenmark – sång, keyboards, bakgrundssång, slagverk, orgel, bas, gitarr, tamburin, rörklockor, klockspel, maracas, trumprogrammering
- Karin Glenmark – bakgrundssång
- Nils Landgren – trombon
- Per Lindvall – trummor
- Johanna Lundberg – röst
- Nacka sångensemble – körsång
- Nysse Nyström – gitarr
- Johan Stengård – saxofon, flöjt
- Lennart Östlund – gitarr, trumprogrammering

Övriga
- Björn Almstedt – mastering
- Hans Byström – mastering
- Staffan Flodquist – foto
- Anders Glenmark – producent
- Carl Johan Hane – art direction
- Irene Hynes – stylist
- Leif Käck – A&R
- Lennart Östlund – inspelning, mixning

## Listplaceringar
| Lista (1991–1992) | Position |
| ----------------- | -------- |
| Sverige           | 7        |